# Essential Products
Essential Products (conosciuta come Essential) è stata una società e produttrice di tecnologia americana fondata il 9 novembre 2015 da Andy Rubin e con sede a Palo Alto. Viene annunciata la chiusura il 12 febbraio 2020.

## Storia

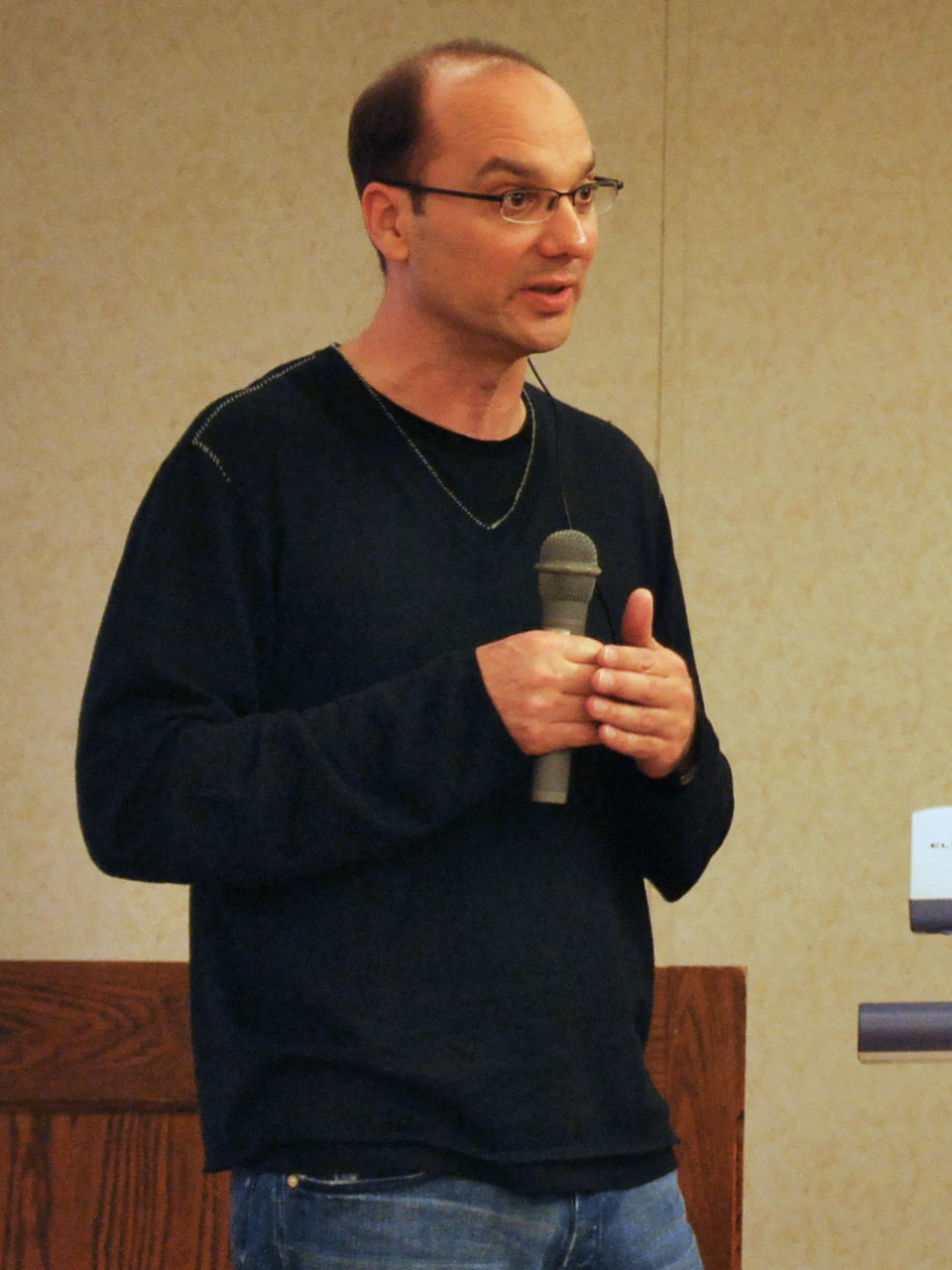
Andy Rubin, il fondatore della Essential

La società è stata fondata a Palo Alto il 9 novembre 2015 dal co-fondatore di Android Andy Rubin, con il finanziamento di Playground Global. I marchi commerciali con il marchio "Essential" sono stati depositati presso lo United States Patent and Trademark Office nello stesso mese.
A gennaio 2017 è stato riferito che la nuova società stava pianificando di rivelare ufficiosamente uno smartphone. A marzo, Rubin ha pubblicato sul proprio profilo Twitter una prima immagine che anticipava l'aspetto del dispositivo. Sul medesimo social network, il 25 maggio la società ha svelato una seconda immagine. Il 30 maggio, la società ha annunciato sia lo smartphone, chiamato Essential Phone, sia il suo altoparlante intelligente, Essential Home.
Nell'agosto 2017 è stato riferito che Amazon, Tencent e Foxconn hanno investito nella società.
Il 25 maggio 2018, la società cancellò la sua prossima flagship e fu dichiarata in vendita.
Nel mese di dicembre 2018, Essential ha acquisito CloudMagic, titolare dell'app per la posta elettronica mobile Newton interrotta.
Il 12 febbraio 2020, tramite un comunicato apparso sul sito dell’azienda, la società ha annunciato la messa in liquidazione, l'abbandono di Project GEM e la fine del supporto a PH-1.
Il 15 febbraio 2021, l'azienda Nothing, fondata da Carl Pei (ex OnePlus) ha acquisito i marchi e il brand di Essential Products, quasi un anno dopo la chiusura delle attività della società.

## Prodotti

### Telefoni

#### Essential Phone

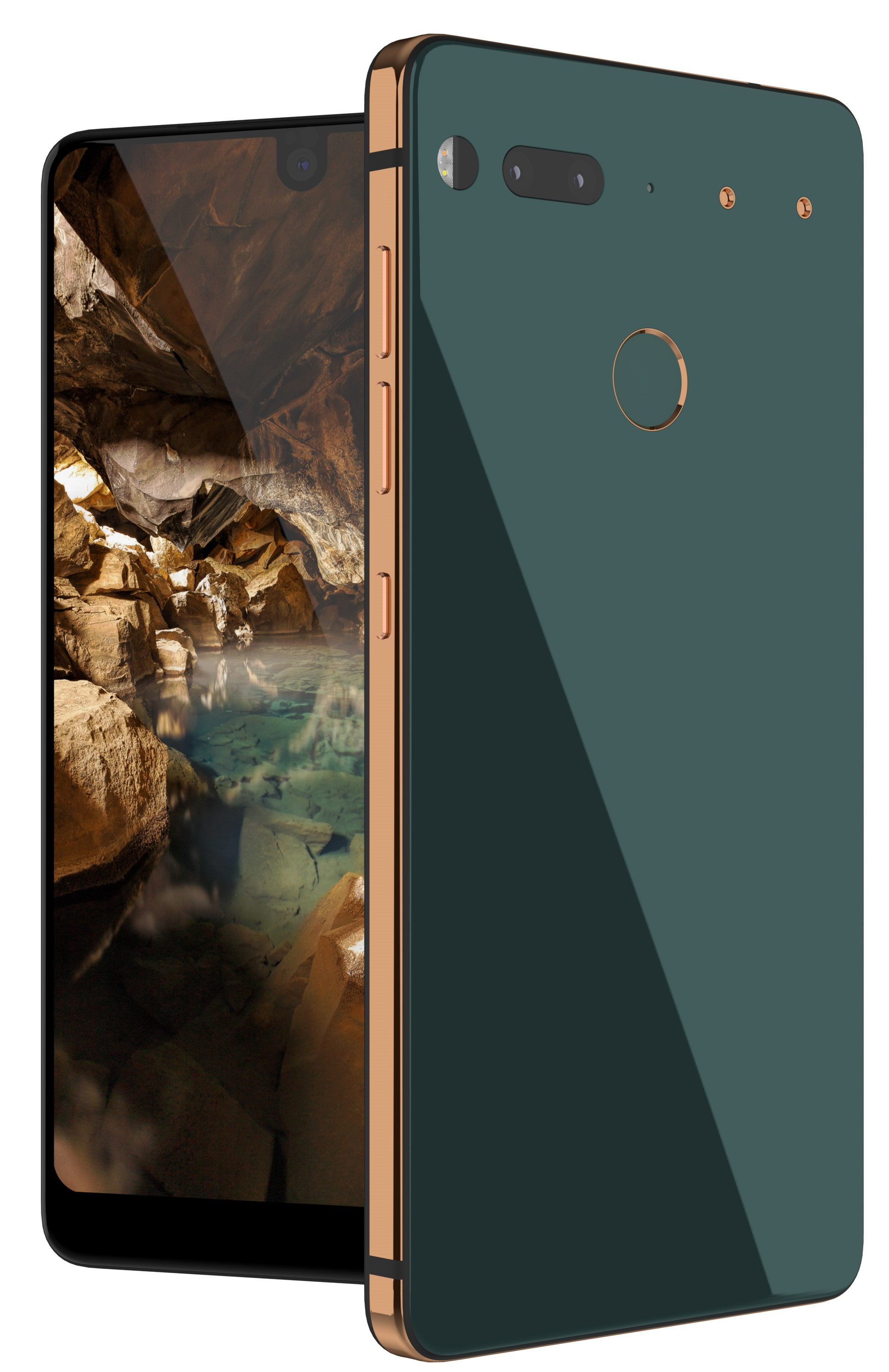
L'Essential Phone nel colore "ocean depths"

L'Essential Phone è uno smartphone con sistema operativo Android.

### Altro

#### Essential Home
Essential Home è un altoparlante intelligente e un hub di casa intelligente che esegue un sistema operativo progettato da Essential, denominato Ambient OS. Il dispositivo era stato pianificato per un lancio a fine 2017, ma non è mai stato rilasciato.